# Atractus zgap
Atractus zgap – gatunek węża z rodziny połozowatych (Colubridae), występujący w północno-zachodniej Ameryce Południowej. Jest endemitem Ekwadoru.

## Systematyka
Takson ten po raz pierwszy zgodnie z zasadami nazewnictwa binominalnego opisali w 2022 roku ekwadorscy herpetolodzy Alejandro Arteaga, Amanda Quezada, Jose Vieira i Juan M. Guayasamin na łamach „ZooKeys” na podstawie holotypu (ZSFQ 4946, dorosła samica) zebranego przez Diego Piñána w Santa Rosa de Quijos (0°18′S 77°47′W/-0,300000 -77,783333) w prowincji Napo w północnym Ekwadorze, na wysokości 1500 m n.p.m. Autorzy przebadali też 3 paratypy – samicę i dwa osobniki młodociane.

### Etymologia
- Atractus: gr. ατρακτος atraktos „wrzeciono, strzała”[3].
- zgap: na cześć Zoological Society for the Conservation of Species and Populations (ZGAP)[1][2].

## Występowanie
Gatunek ten jest znany tylko z pięciu lokalizacji wzdłuż Río Quijos na amazońskich stokach Andów w prowincji Napo w Ekwadorze w zakresie wysokości 1460–1703 m n.p.m. Zamieszkuje tropikalne wilgotne lasy górskie (również te silnie zdegradowane), jest też spotykany na plantacjach, pastwiskach i w wiejskich ogrodach w ich sąsiedztwie. Prowadzi głównie nocny tryb życia, w ciągu dnia ukrywa się pod kłodami drzew, kamieniami lub w miękkiej ziemi. Dieta Atractus zgap obejmuje dżdżownice.

## Morfologia
Jest to średniej wielkości wąż o małej głowie, której szerokość jest podobna do szerokości szyi, małych oczach i dość jednolitym ubarwieniu. Grzbiet jest ciemnobrązowy z pięcioma podłużnymi ciemnymi liniami i jasnym niezamkniętym żółtawym pierścieniem na szyi. Brzuch jasnożółty. Jest podobny do Atractus ecuadorensis, ale ten posiada więcej łusek podogonowych.
Wymiary:
|                        | Samica   |
| Długość całkowita (mm) | 413      |
| Długość SVL (mm)       | 376      |
| Łuski grzbietowe       | 17/17/17 |
| Łuski brzuszne         | 173–177  |
| Tarczki podogonowe     | 25–27    |

## Status
W Czerwonej księdze gatunków zagrożonych IUCN Atractus zgap nie jest jeszcze klasyfikowany. Jednak autorzy opisujący ten gatunek sugerują, że spełnia on kryteria gatunku zagrożonego (EN, ang. Endangered).